# Manono flygplats
Manono flygplats är en statlig flygplats i orten Manono i Kongo-Kinshasa. Den ligger i provinsen Tanganyika, i den sydöstra delen av landet, 1 400 km öster om huvudstaden Kinshasa. Manono ligger 614 meter över havet. IATA-koden är MNO och ICAO-koden FZRA. Manono flygplats hade 146 starter och landningar, samtliga inrikes, med totalt 366 passagerare, 2 ton inkommande frakt och 1 ton utgående frakt 2015.